# Метисазон
Метисазон (Methisazone, USAN) или метизазон (metisazone, МНН) — противовирусный препарат, который действует, подавляя синтез мРНК и белка, особенно при вирусах оспы и аденовирусов. Ранее его применяли для лечения оспы.
Метисазон описывается как препарат, используемый для профилактики, по меньшей мере с 1965 года.

## Противопоказания
Гиперчувствительность, заболевания почек, печени, гастрит, колит.

## Побочные эффекты
Тошнота, головокружение.

## Взаимодействие с другими препаратами
Во время приема препарата исключают другие препараты, содержащие спирт.